# Талдик (село)
Талди́к (каз. Талдық) — село у складі Айтекебійського району Актюбінської області Казахстану. Адміністративний центр та єдиний населений пункт Кайрактинського сільського округу.
Населення — 224 особи (2021; 352 у 2009, 554 у 1999, 512 у 1989).